# Без явни белези
„Без явни белези“ (на украински: Явних проявів немає) е пълнометражен документален филм на украинския режисьор Алина Хорлова, посветен на Деня на защитниците на Украйна.

## Сюжет
Филмът разказва историята на току-що завърнала се от войната в Донбас жена, следвайки рехабилитационния ѝ процес. Филмът разкрива детайли за живота на украинските войници на фронта и завръщането към нормалността след войната.
Филмът е продължение на късометражния филм, заснет като част от проекта за правата на човека „Невидим батальон“. В този филм публиката за първи път се запознава с главната героиня на „Без явни белези“ – Оксана Якубова, майор, заместник-командир на батальон по работа с личния състав в украинската армия.
„Без явни белези“ е фраза, която военнослужещите често чуват в местните болници, където отиват с психологически травми в търсене на помощ. Без физически наранявания по тялото, както лекарите, така и обществото като цяло, не забелязват проблемите им. Това е историята на една жена, която се завръща от война. Жената, главна героиня на документалния филм, се бори с посттравматичен стрес и панически пристъпи, опитвайки се да се върне към нормалния живот. Документален филм проследява нейния път от началото на рехабилитацията до завръщането ѝ на работа.
Якубова решава да вземе участие във войната в Донбас (официално в Украйна наричана Антитерористична операция в Донбас до 2018 г.) вместо съпруга и сина си. Най-трудно за нея се оказва връщането към спокойния живот.

## Награди
Филмът печели наградата на журито на журито на ARD за „изключителен източноевропейски филм“ на Международния фестивал за анимационно и документално кино DOK Leipzig, Лайпциг, Германия, 2018 година.
Алина Хорлова печели наградата на журито DOCU/RIGHTS на фестивала DOCU/WORLD 2018 г. и дарява паричната награда от 5000 щатски долара за основаване на рехабилитационна организация за жени войници.
Филмът е включен в списъка на 100-те най-велики филма в историята на украинското кино.

## Връзки
- ((en)) No Obvious Signs, dok-leipzig.de

|  | Тази страница частично или изцяло представлява превод на страницата „Явних проявів немає“ в Уикипедия на украински. Оригиналният текст, както и този превод, са защитени от Лиценза „Криейтив Комънс – Признание – Споделяне на споделеното“, а за съдържание, създадено преди юни 2009 година – от Лиценза за свободна документация на ГНУ. Прегледайте историята на редакциите на оригиналната страница, както и на преводната страница, за да видите списъка на съавторите. ВАЖНО: Този шаблон се отнася единствено до авторските права върху съдържанието на статията. Добавянето му не отменя изискването да се посочват конкретни източници на твърденията, които да бъдат благонадеждни. |